# Peter Pan (album Enrico Ruggeri)
Peter Pan è un album del cantautore italiano Enrico Ruggeri, pubblicato nel 1991.
Ne venne tratto il singolo Peter Pan lo stesso anno.

## Il disco
La copertina, nella quale vengono usate esclusivamente varie sfumature di verde, raffigura in primo piano il volto di Ruggeri tagliato a metà e, sullo sfondo, il castello neogotico di Neuschwanstein e il pianeta Saturno. L'album risultò il 33° più venduto in Italia nel 1992 e quello di maggiore successo per il cantautore, avendo conquistato 4 dischi di platino.

## Tracce
1. Tutto subito - 3:30
2. Peter Pan - 4:29
3. Trans - 4:32
4. Il dubbio - 4:56
5. Scelte di tempo - 3:51
6. Oggi chi sei? - 4:19
7. Piove su noi - 4:20
8. La band (con Luigi Schiavone) - 4:30
9. Prima del temporale - 4:09
10. Vola via - 4:34
11. Il volo di Peter Pan (versione strumentale di Peter Pan) - 4:31

Tutti i brani sono stati scritti, per il testo e per la musica, da Enrico Ruggeri, tranne La band e Prima del temporale, scritte da Enrico Ruggeri per il testo e Luigi Schiavone per la musica.
Del brano Prima del temporale esiste una versione alternativa incisa l'anno precedente dal coautore Luigi Schiavone. Questo stesso brano fu cantato anche da Gigliola Cinquetti, anche in coppia con il maestro Luca Laurenti.
Di Peter Pan, Prima del temporale e Vola via furono incise nuove versioni per il disco La vie en rouge. Le stesse versioni di Peter Pan e Prima del temporale furono inserite in Cuore, muscoli e cervello.

## Formazione
- Enrico Ruggeri - voce
- Luigi Schiavone - chitarra
- Luigi Fiore - batteria
- Fabrizio Palermo - basso
- Mao Granata - batteria
- Francesco Saverio Porciello - chitarra acustica
- Vittorio Cosma - tastiera
- Alberto Tafuri - tastiera, pianoforte
- Claudio Frigerio - violoncello
- Mauro Righini - viola
- Adalberto Murari - primo violino
- Roberto Lucano - secondo violino
- Giacomo Doro - cori
- Giuseppe Gadau - cori
- Marina Marazzi - cori
- Salvatore Scala - cori
- Tony Coradduzza - cori
- I Piccoli Cantori Di Milano - cori

## Tour
Durante l'omonimo tour di concerti il cantautore fu seguito da Gianni Morandi.

## Classifiche

### Classifiche settimanali
| Classifica (1992) | Posizione massima |
| ----------------- | ----------------- |
| Europa            | 59                |
| Italia            | 5                 |